# Жетыбай (Западно-Казахстанская область)
Жетыбай (каз. Жетібай, до 2018 г. — Жамбыл) — село в Бокейординском районе Западно-Казахстанской области Казахстана. Входит в состав Бисенского сельского округа. Код КАТО — 275433200.

## Население
В 1999 году население села составляло 386 человек (198 мужчин и 188 женщин). По данным переписи 2009 года, в селе проживали 354 человека (189 мужчин и 165 женщин).